# Enllaç C-Ac
Els compostos d'organoactínids (o compostos orgànics dels actínids) són compostos químics organometàl·lics que contenen un enllaç químic entre carboni (C) i un actínid (enllaç C-An). La química dels organoactínids és la ciència que explora les propietats, l'estructura i la reactivitat dels compostos organoactínids.

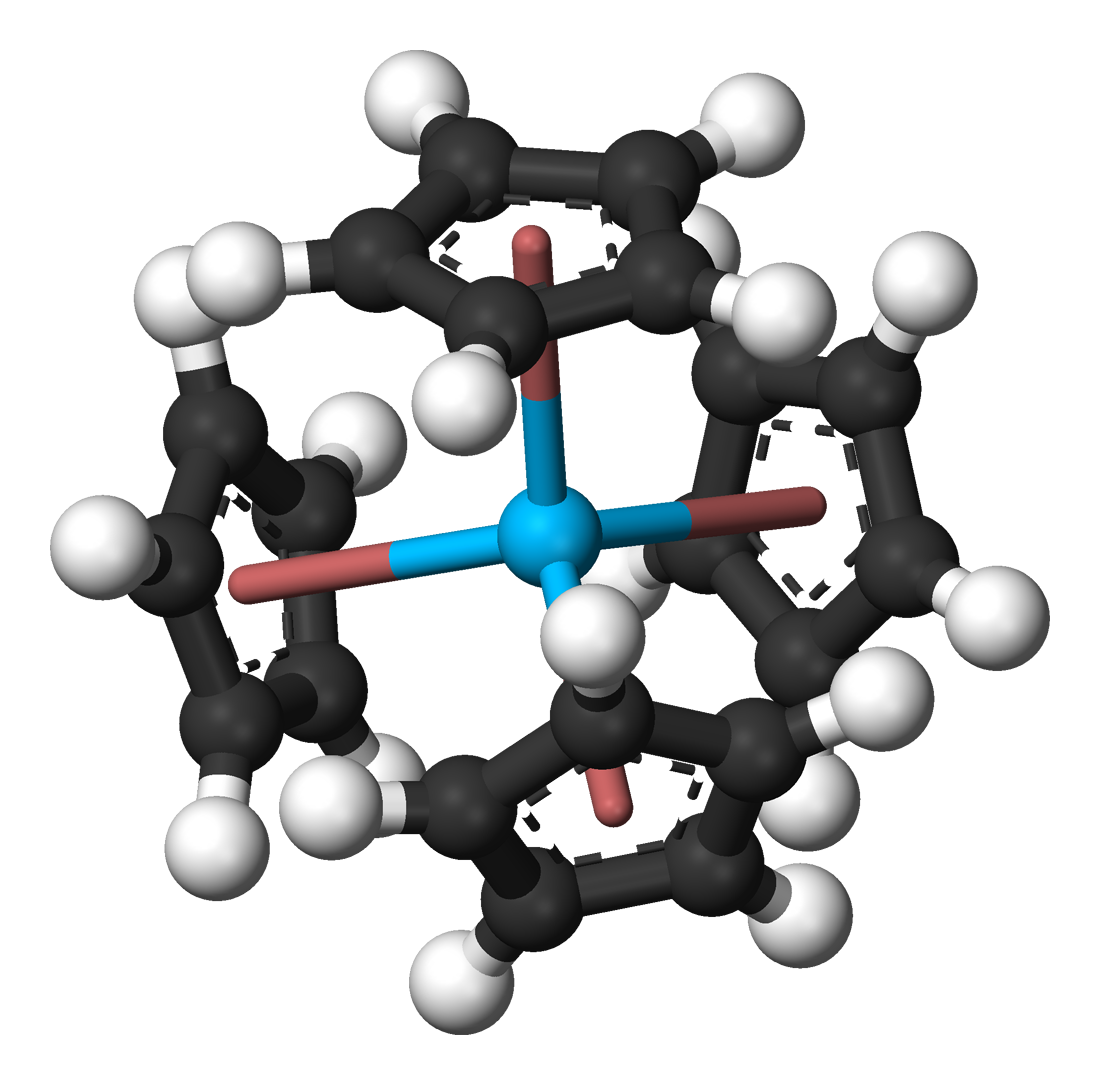
Tetrakis(ciclopentadienil)tori(IV), un compost organoactínid

Com la majoria de compostos organometàl·lics, els organoactínids són sensibles a l'aire i s'han de manipular mitjançant els mètodes adequats.

## Complexos organometàl·lics amb enllaç σ
Els complexos organoactínids més comuns impliquen enllaços π amb lligands com el ciclopentadienil, però hi ha algunes excepcions amb enllaços σ, és a dir, en la química del tori i l'urani, ja que aquests són els elements més fàcils de manejar d'aquest grup.

### Compostos alquils i arils
Els intents de sintetitzar alquils d'urani es van fer per primera vegada durant el projecte Manhattan per Henry Gilman, inspirat en la volatilitat dels organometàl·lics del grup principal. No obstant això, va notar que aquests compostos tendeixen a ser molt inestables.

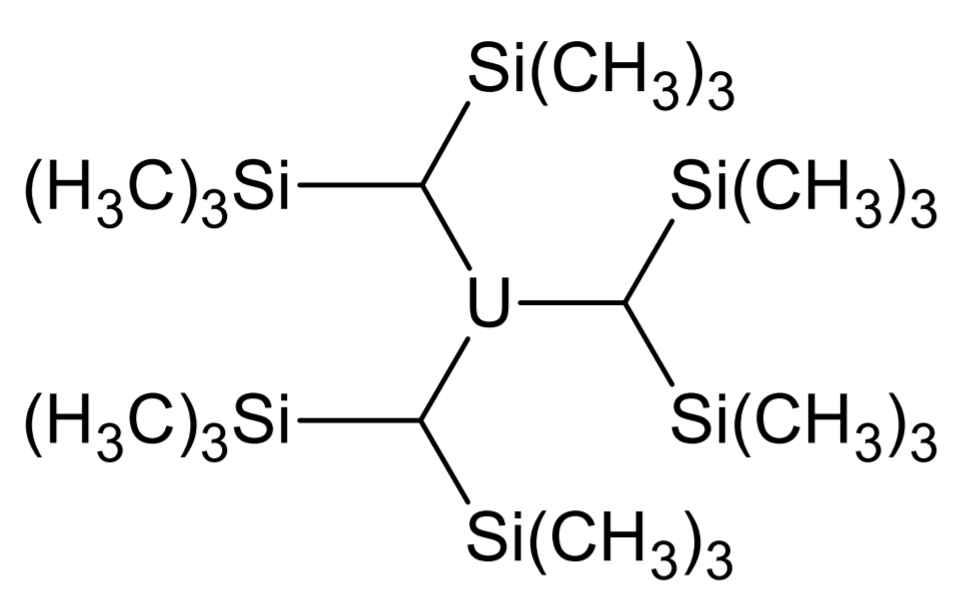
U[CH(SiMe₃)₂]₃ és el primer compost alquil d'urani que es va sintetitzar

Marks i Seyam van intentar sintetitzar-los a partir d'UCl₄ mitjançant reactius d'organoliti, però aquests es van descompondre ràpidament.
L'any 1989, un grup va sintetitzar finalment un complex homolèptic amb grups trimetilsilil: U[CH(SiMe₃)₂]₃. Des de llavors, també s'han sintetitzat variants de nombres de coordinació més alts com [Li(TMEDA)]₂[UMe₆].
D'altra banda, només es coneix un alquil homolèptic de tori. L'anió heptametiltorat (IV) de set coordenades es va sintetitzar el 1984 mitjançant un procediment similar al complex d'urani equivalent.
També s'han elaborat complexos de tetrametils de tori i urani que contenen fosfina barrejada, utilitzant dmpe com a lligand organofòsfor que estabilitza l'estructura (les amides també poden assumir aquest paper).

### Metal·locicles
L'urani i el tori formen metal·locicles amb una química diversa.

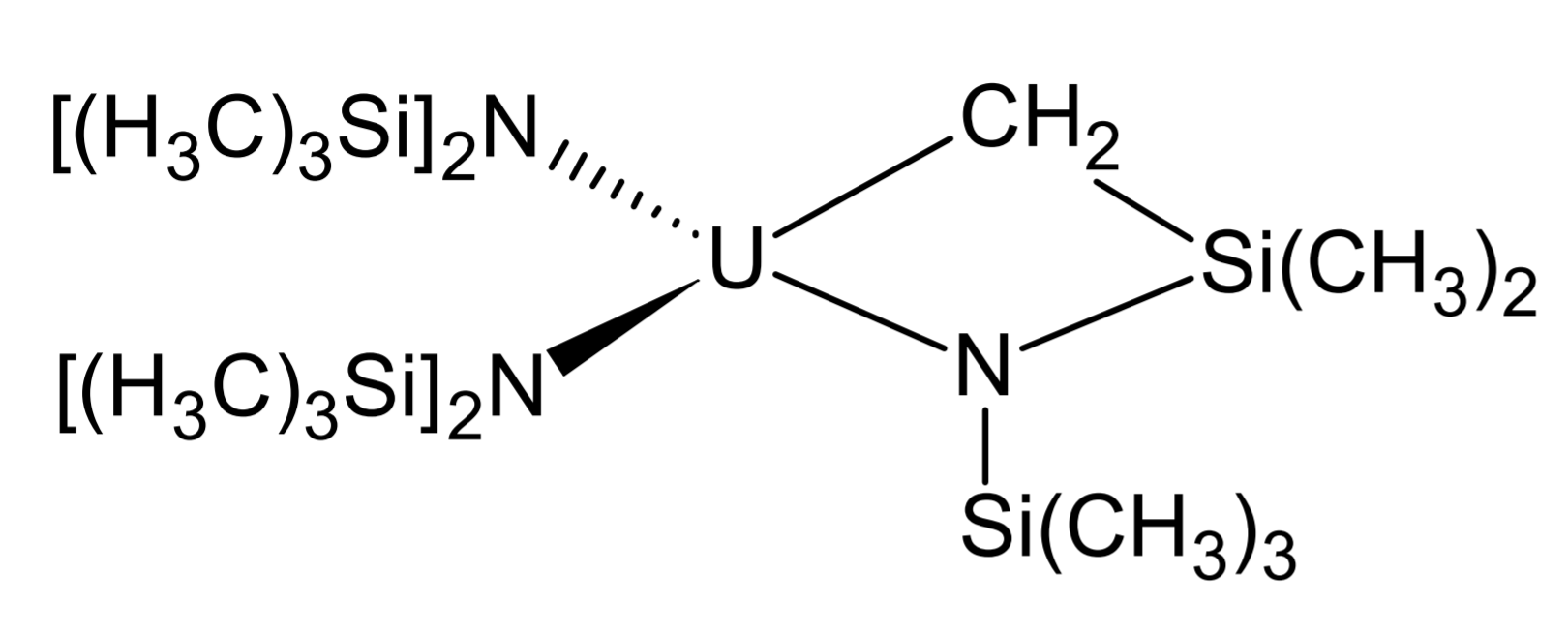
Un metal·locicle que conté urani

Aquests complexos són molt labils, de manera que els grups trimetilsilil tornen a estar presents per protegir-los. Aquests compostos es formen fent reaccionar agents alquilants més febles (LiCH₃ i Mg(CH₃)₂ són massa forts i donen lloc a la formació d'alquils simples) amb ClAn[N(Si(CH₃)₂]₃ (An = Th, U).

## Compostos organometàl·lics amb enllaç π
Una gran majoria dels organoactínids inclouen ciclopentadienil (Cp) o ciclooctatetraè (COT) i els seus derivats com a lligands. Aquests solen participar en l'enllaç η5- i η8 -, donant densitat electrònica a través dels seus orbitals p.

### Complexos ciclooctatetraens

#### Actinocens
Els actínids formen complexos sandvitx amb el ciclooctatetraè de manera anàloga a com reaccionen els metalls de transició amb els lligands de ciclopentadienil. Els ions actínids tenen radis atòmics massa grans per formar compostos MCp₂, de manera que prefereixen reaccionar amb els ions C₈H₈2-.

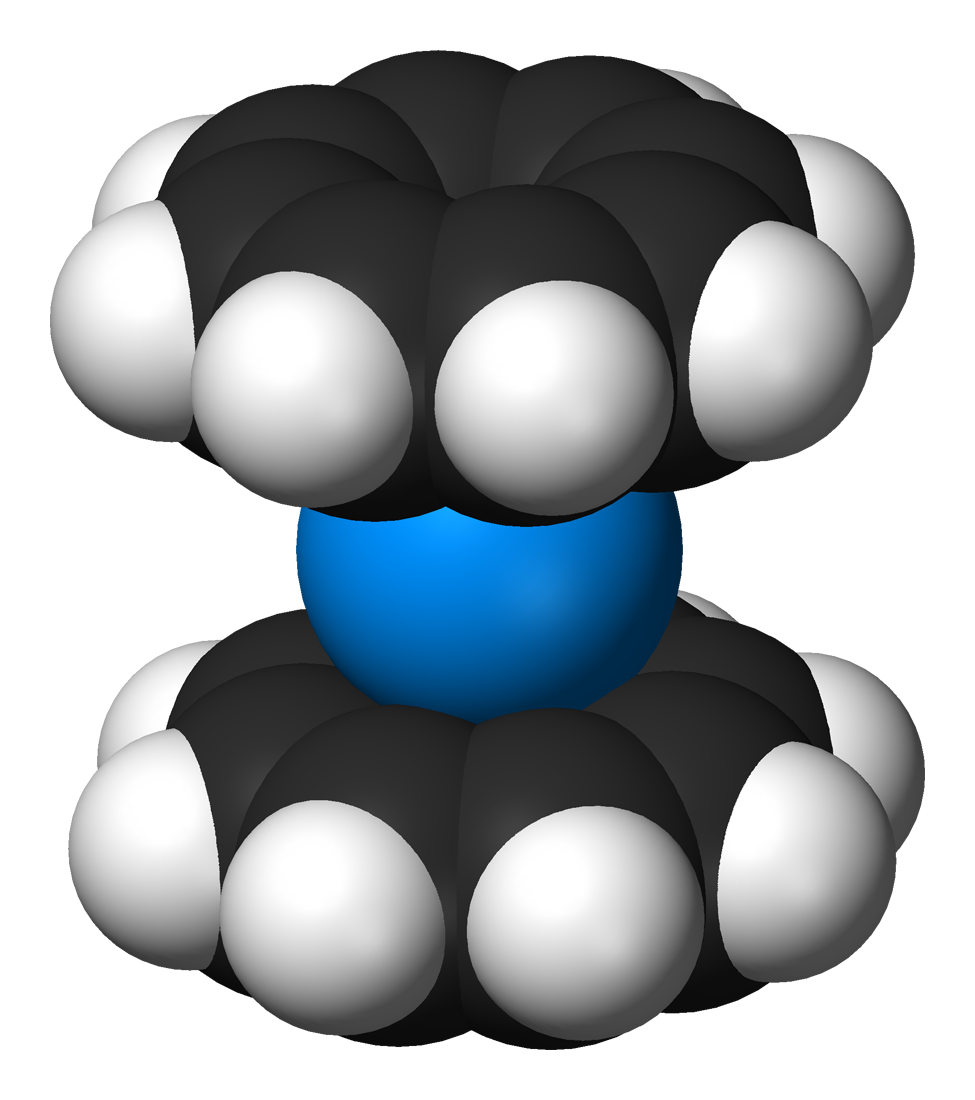
Un compost sàndwitx amb dos lligands ciclooctatraens

El primer exemple d'aquest tipus d'espècies químiques va ser descobert l'any 1968 per Andrew Streitwieser, que va preparar l'uranocè fent reaccionar K(COT)₂ amb UCl₄ en tetrahidrofurà a 0 °C. El compost en si és un sòlid verd pirofòric que, d'altra manera, és força poc reactiu.

La síntesi original de l'uranocé

La majoria dels actínids tetravalents reaccionen de manera similar per formar actinocens:
El bis(ciclooctatetraè)protactini es va preparar per primera vegada l'any 1973 convertint l'òxid de protactini (V) en pentaclorur i reduint-lo amb pols d'alumini abans de reaccionar-lo amb el ciclooctatetraènid de potassi.
{\displaystyle {\ce {Pa2O5 + SOCl2 ->[400C] PaCl5}}}
{\displaystyle {\ce {3PaCl5 + Al -> 3PaCl4 + AlCl3}}}
{\displaystyle {\ce {PaCl4 + 2K2(COT) -> Pa(COT)2 + 4KCl}}}:
El neptunocè i el torocè es van fer de manera similar utilitzant els tetraclorurs. El plutonocè és l'excepció aquí: com que no es coneix cap clorur de plutoni (IV) estable, es va haver d'utilitzar (Hpy)₂PuCl₆.
Els actínids posteriors també formen complexos amb COT, però aquests no solen assumir la clàssica estructura de sandvitx neutra. Els actínids trivalents formen compostos iònics amb lligands COT; això es pot exemplificar per la reacció del triiodur d'americi amb K₂COT.
{\displaystyle {\ce {AmI3 + K2(COT) -> KAm(COT)2}}}
Aquest compost està present en solució com a adducte de THF.

#### Complexos de ciclooctatetraens substituïts
S'han sintetitzat molts uranocens substituïts. La metodologia seguida va ser la mateixa que per a l'U(COT)₂ simple, però es va trobar que les propietats d'alguns dels compostos eren diferents.
Streitwieser va trobar que el complex de tetrafenilciclooctatetraè era completament estable a l'aire. Aquesta alta estabilitat es deu probablement als efectes obstaculitzadors dels grups fenil, protegint el centre U4+ d'un atac de l'oxigen.

Tots aquests derivats són molt més solubles en dissolvents orgànics com el benzè, en els quals formen solucions verdes més sensibles a l'aire que els sòlids cristal·lins.

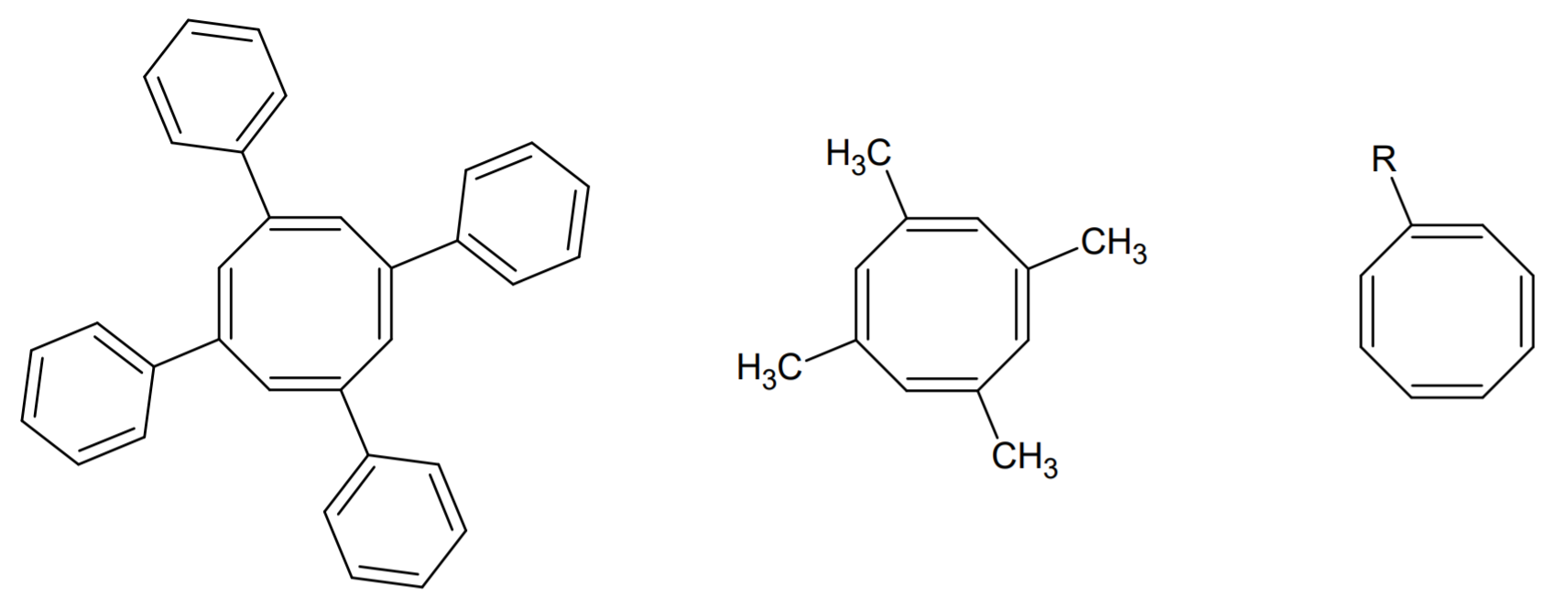
Lligands de ciclooctatetraè substituïts

El plutoni també forma un complex sàndvitx amb 1,4-bis(trimetilsilil)ciclooctatetraenil (1,4-COT’’) i el seu isòmer 1,3. Aquest compost es prepara mitjançant l'oxidació del complex verd aniònic Pu(III) en Li(THF)₄[Pu(1,4-COT'')₂] amb clorur de cobalt(II) que condueix a la formació de Pu(1,4-COT'')(1,3-COT''). La reacció es nota fàcilment quan la solució de THF canvia a un color vermell fosc, característic del Pu(IV).

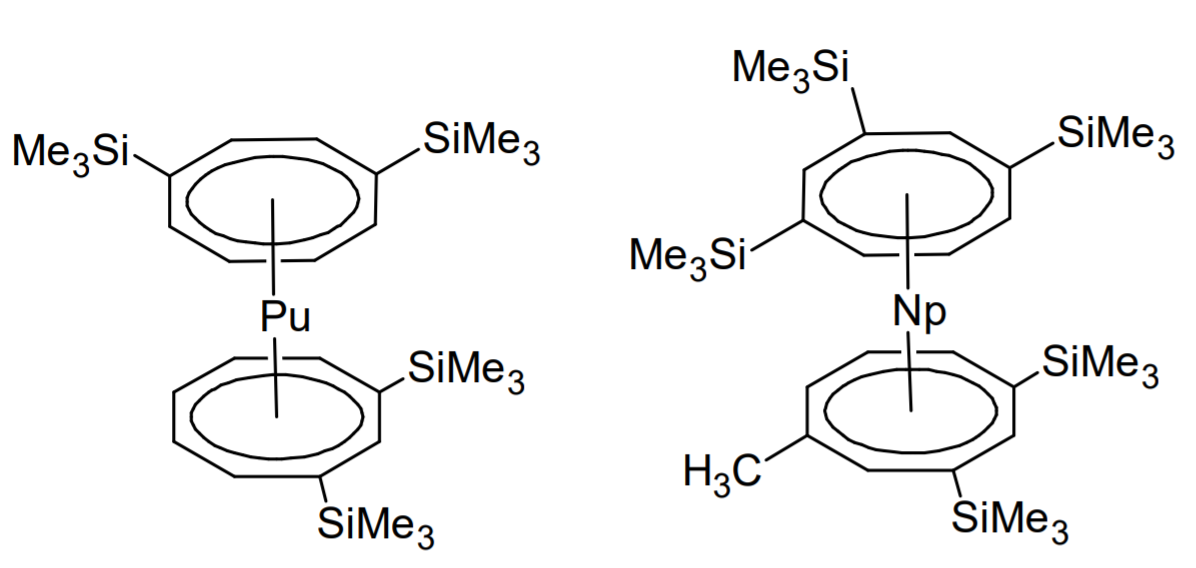
Les estructures de Pu(3-COT’’)(4-COT’’) i Np(COT’’’)₂

També s'ha informat de l'equivalent de neptuni amb el COT''' trisubstituït i els complexos dels lligands tri- i di-substituïts amb tori i urani són ben coneguts. Es van sintetitzar segons els esquemes de reacció següents:

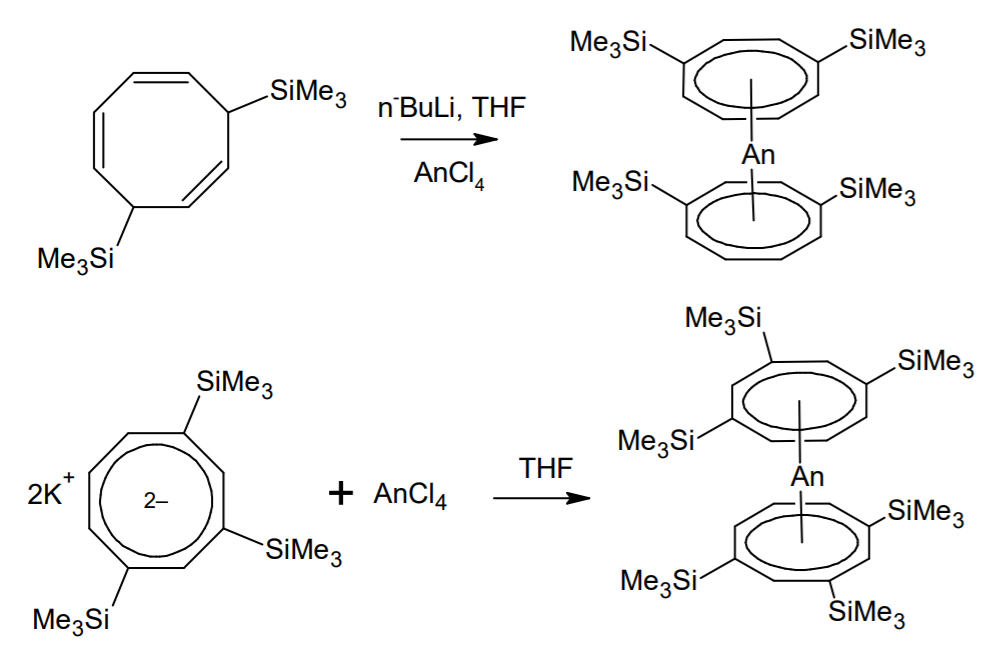
An = [Th, U]

### Complexos de ciclopentadiè

#### Complexos de tris(ciclopentadienil)actínids
La majoria dels elements de bloc f trivalents formen compostos amb ciclopentadiè amb la fórmula M(Cp)₃. Aquests complexos s'han aïllat fins al californi, s'ha observat l'equivalent d'einsteni en fase gasosa.

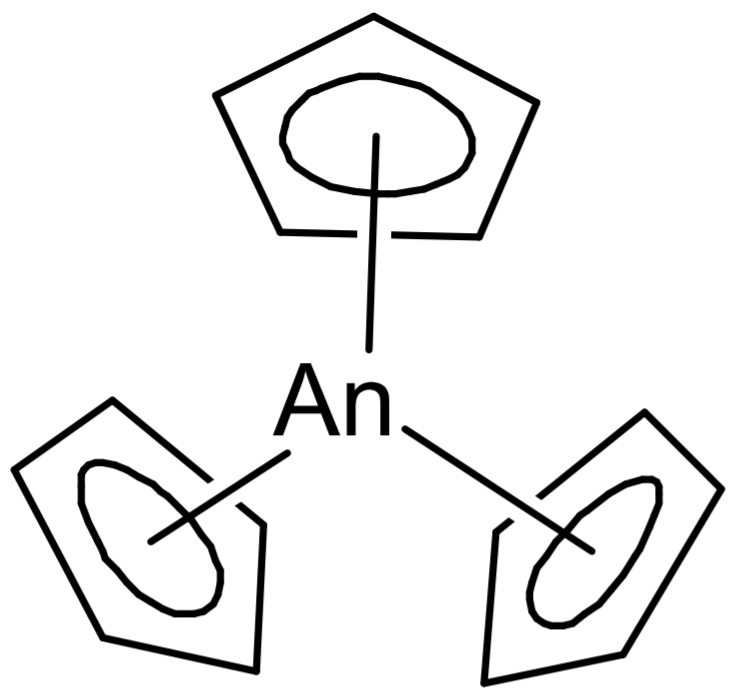
The general structure of tris(cyclopentadiene)actinide complexes

La síntesi de l'AnCp₃ sol seguir l'esquema de reacció mostrat anteriorment amb uns quants passos més afegits que de vegades es necessiten per sintetitzar els triclorurs a partir dels òxids subministrats comercialment.

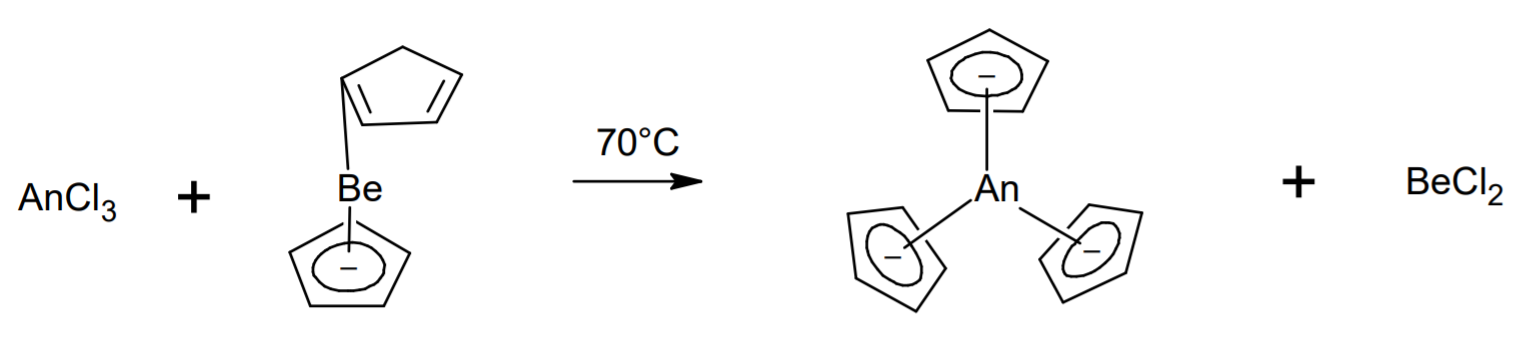
An = Th, U, Np, Pu, Am, Cm, Bk, Cf

No obstant això, alguns autors també utilitzen altres síntesis; es poden utilitzar ciclopentadienids de metalls alcalins en lloc del complex de beril·li, i també es poden utilitzar complexos An(IV) mitjançant una reacció d'eliminació reductora.
| Th   | U     | Np           | Pu   | Am   | Cm      | Bk    | Cf      |
| ---- | ----- | ------------ | ---- | ---- | ------- | ----- | ------- |
| verd | marró | verd pàl·lid | verd | carn | incolor | ambre | vermell |

Aquests compostos es coneixen des de la dècada del 1960, però fins al 2018 només es va caracteritzar estructuralment el compost de neptuni. Kovàcs i els seus companys de feina van poder analitzar els complexos de plutoni i urani, trobant que les tres estructures eren similars, amb una distribució asimètrica dels lligands de cilopentadienid i un caràcter covalent més elevat a l'enllaç carboni-actínid que en els compostos organolantànids.

#### Complexos de tetrakis(ciclopentadienil)actínids
El tori, l'urani i el neptuni tetravalents formen fàcilment compostos MCp₄ mitjançant una reacció de metàtesi a partir de ciclopentadiénida de potassi utilitzant benzè com a dissolvent.

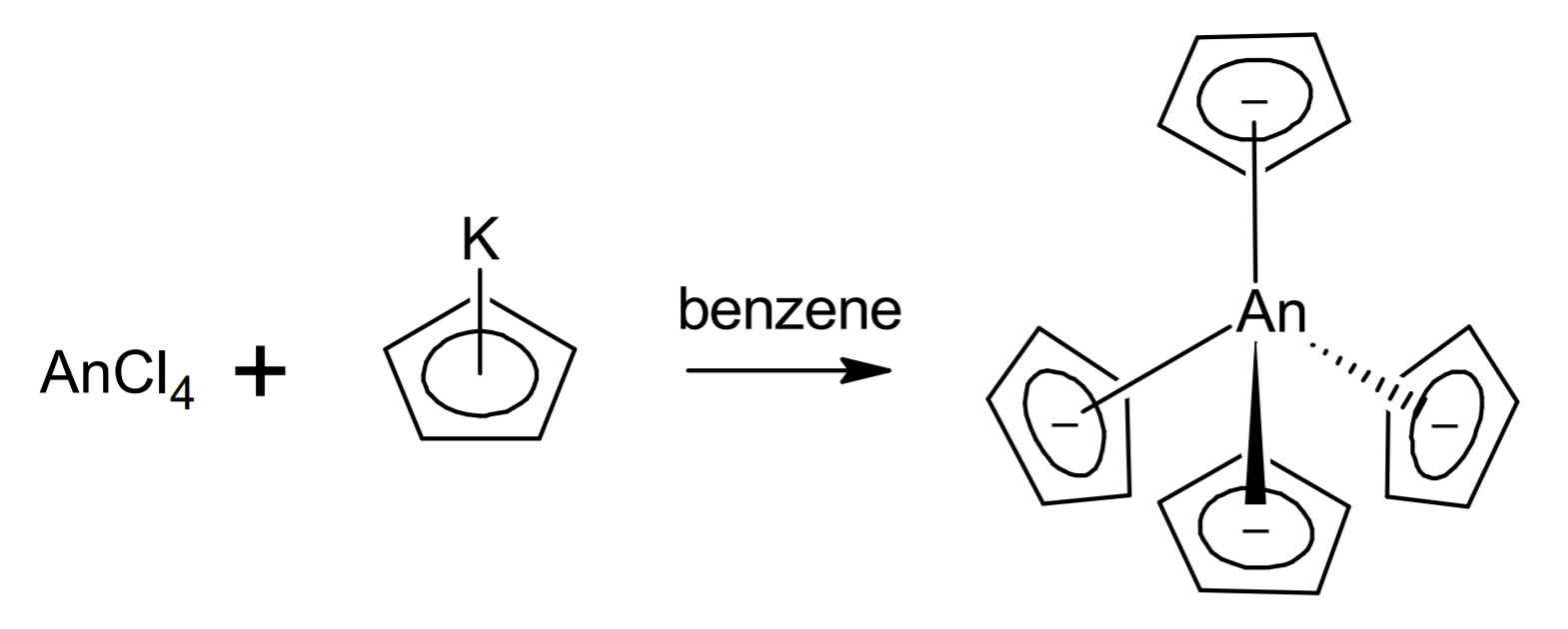

- An= Th, U, Np